# Aphaenogaster haarlovi
Aphaenogaster haarlovi är en myrart som beskrevs av Cedric A. Collingwood 1961. Aphaenogaster haarlovi ingår i släktet Aphaenogaster och familjen myror. Inga underarter finns listade i Catalogue of Life.